# Ронжин, Николай Геннадьевич
Николай Геннадьевич Ронжин (18 сентября 1980) — российский футболист, защитник, тренер.

## Биография
Воспитанник СДЮСШОР по футболу Ижевск, тренер Б. Н. Геращенко. Чемпион России в составе «Зенита» Ижевск U-15. В первенстве России играл за команды второго (1997—1999, 2005—2011) и первого (2000—2004) дивизионов «Зенит»/«Динамо» Ижевск (1997—1999), «Газовик-Газпром»/«СОЮЗ-Газпром» Ижевск (2000—2006, 2010), «Металлург» Красноярск (2007—2009), «Нефтехимик» Нижнекамск (2010), «Зенит-Ижевск» (2011). В 2012—2014 годах играл за дубль «Зенита-Ижевск» в первенстве ЛФЛ, до 2018 года был тренером команды. С июля 2018 по январь 2019 — тренер в «Зените-Ижевск», с сезона 2019/20 — главный тренер молодёжной команды.
Играл в сборных России U-15 (тренер Л. А. Пахомов), U-20 (тренер В. А. Гладилин).
Окончил Удмуртский государственный университет (2002), тренерская лицензия «В-UEFA». Тренер Школы футбола с 2012 года.